# Shimanto (köping)
Shimanto (japanska: 四万十町?, Shimanto-chō) är en landskommun (köping) i Kōchi prefektur i Japan. 
Kommunen bildades 2006 genom en sammanslagning av kommunerna Kubokawa, Taishō och Towa. 